# جيمي فرازير
جيمي فرازير (بالإنجليزية: Jimmy Fraser)‏ (28 أبريل 1948 - ) هو لاعب كرة قدم أسترالي في مركز حراسة المرمى. شارك مع منتخب أستراليا لكرة القدم. أما مع النوادي، فقد لعب مع سانت جورج ساينتس ‏.